# Копривнички Иванец
Копривнички Иванец је насељено место и седиште општине у Копривничко-крижевачкој жупанији, Република Хрватска.

## Историја
До територијалне реорганизације у Хрватској налазио се у саставу бивше велике општине Копривница.

## Становништво
На попису становништва 2011. године, општина Копривнички Иванец је имала 2.121 становника, од чега у самом Копривничком Иванцу 1.193.

## Попис1991.
На попису становништва 1991. године, насељено место Копривнички Иванец је имало 1.369 становника, следећег националног састава:
| Попис 1991.‍   | Попис 1991.‍  | Попис 1991.‍ | Попис 1991.‍ | Попис 1991.‍ |
| ------------- | ------------ | ----------- | ----------- | ----------- |
|               |              |             |             |             |
| Хрвати        | Хрвати       |             | 1.360       | 99,34%      |
| Македонци     | Македонци    |             | 3           | 0,21%       |
| Црногорци     | Црногорци    |             | 1           | 0,07%       |
| неопредељени  | неопредељени |             | 1           | 0,07%       |
| непознато     | непознато    |             | 4           | 0,29%       |
| укупно: 1.369 |              |             |             |             |